# Alice Perry

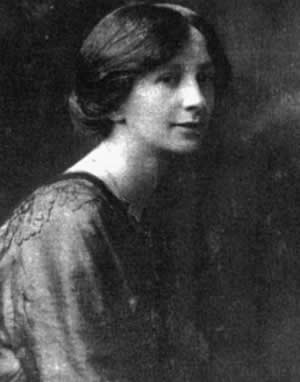
Alice Perry (um 1910)

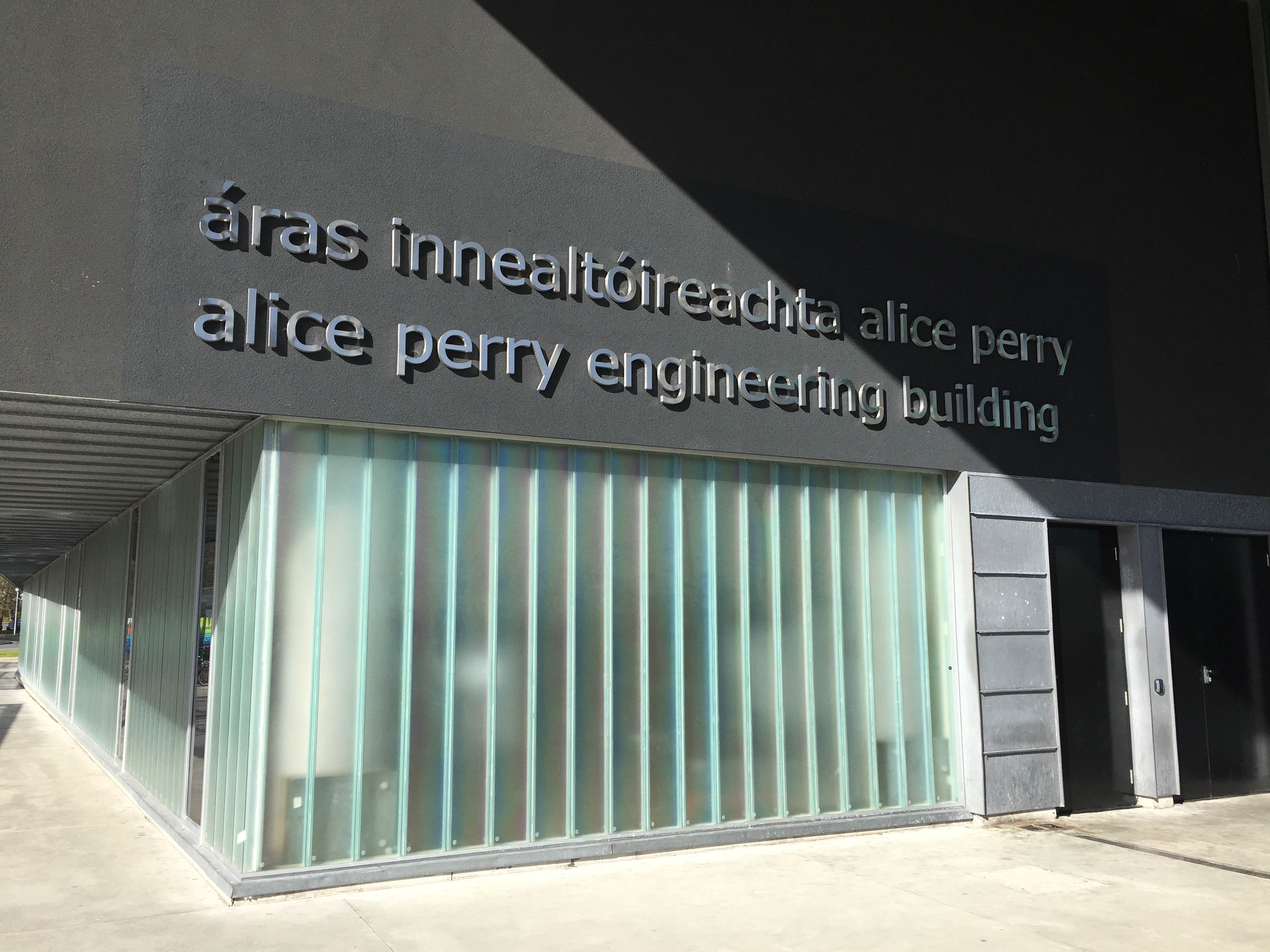
Alice Perry Gebäude der National University of Ireland, Galway

Alice Jacqueline Perry (* 24. Oktober 1885 in Welpark House, Galway, County Galway; † 21. April 1969) war eine irische Bauingenieurin und Dichterin. Sie gilt als erste Frau in Großbritannien und Irland mit einem Hochschulabschluss als Ingenieurin, möglicherweise auch überhaupt in Europa  oder weltweit.

## Leben
Ihr Vater James Perry war staatlicher Landvermesser (County Surveyor) für Galway West und mit seinem Bruder der Gründer der Galway Electric Light Company. Ihr Onkel John Perry ist bekannt als einer der Erfinder des Kreiselkompasses und war Fellow der Royal Society. Alice Perry besuchte die High School in Galway und studierte ab 1902 mit einem Stipendium am Queen’s College in Galway (heute National University of Ireland, Galway, NUI Galway). Sie hatte ein Talent für Mathematik und wechselte deshalb zum Studium des Bauingenieurwesens mit dem Bachelor-Abschluss  mit Bestnoten 1906. Ein weiteres Studium brach sie nach dem Tod ihres Vaters im selben Jahr ab und war 1906 ein halbes Jahr dessen temporäre Nachfolgerin als County Surveyor, bevor jemand anders fest eingestellt wurde. Damit war sie die einzige Frau, die jemals County Surveyor oder County Engineer in Irland war.
1908 zog sie mit ihren Schwestern nach London und war staatliche Fabrikinspektorin (Lady Factory Inspector) für das Home Office. Insbesondere beaufsichtigte sie die Arbeitsbedingungen für Frauen in den Fabriken. Nachdem sie nach Glasgow gezogen war, heiratete sie 1916 einen Bob Shaw, der aber ein Jahr später im Ersten Weltkrieg an der Westfront fiel. 1921 gab sie ihren Posten als Fabrikinspektorin auf und veröffentlichte ab 1922 Gedichte. In Glasgow war sie auch der Christian-Science-Bewegung beigetreten und ging 1923 nach Boston, wo sie für die Sekte, die dort ihr Hauptquartier hat, arbeitete. Insgesamt veröffentlichte sie sieben Gedichtbände, die von Christian Science herausgebracht wurden. Sie besuchte noch dreimal Irland (1930, 1948 und 1960), wobei sie auch einmal noch ihre alte Ingenieursfakultät besuchte.
Ein Gebäude der Abteilung Ingenieurswesen der National University of Ireland in Galway ist nach ihr benannt.